# Maffai
Maffai ist eine deutsche Post-Punk-Band aus Nürnberg und Würzburg.

## Bandgeschichte
Maffai wurde 2018 von Mike Illig (Gesang, Gitarre), Simon Züchner (Gitarre), Daniel Schmitt (Bass) und Jan Kretschmer (Schlagzeug) gegründet. Die vier Musiker haben vorher bereits in anderen lokalen Bandprojekten gespielt. Bereits kurz nach Gründung entstanden erste Songs, die sie im Internet veröffentlichten. Im September 2018 erschien ihre erste selbstbetitelte EP. Diese erschien im Eigenvertrieb sowohl als 7’’ als auch digital über Bandcamp. Zusammen mit Knarre bucht die Band eine Herbsttour durch Süddeutschland. Im Dezember spielt die Band außerdem zusammen mit Love A.
Anfang 2019 gibt das Audiolith Booking bekannt, die Band unter Vertrag genommen zu haben. Am 4. Juli 2019 gab das Independent-Label Kidnap Music bekannt, die Band ebenfalls unter Vertrag genommen zu haben. Zunächst erschien am 17. Juli ein Video zu Geisterstunde. Am 30. September 2019 folgte die Digitalsingle und das Musikvideo zu Abgewandt.
Am 11. Oktober 2019 erschien schließlich ihr Debütalbum Zen. Puls Musik kürte sie daraufhin zur „Band der Woche“.

## Musikstil
Zu Anfang bezeichneten sie ihren Stil scherzhaft als „Fantasy Screamo“. Tatsächlich handelt es sich um Post-Punk, der eine Mischung aus Indie-Rock und New Wave darstellt und von Bands wie Turbostaat, Die Nerven, Love A, aber auch The Cure und Drangsal beeinflusst ist.

## Diskografie
Alben
- 2019: Zen (Kidnap Music)
- 2021 Shiver (Kidnap Music)

Singles
- 2018: Maffai (7’’, Eigenproduktion)
- 2019: Abgewandt (Digitalsingle, Kidnap Music)